# Frânare regenerativă

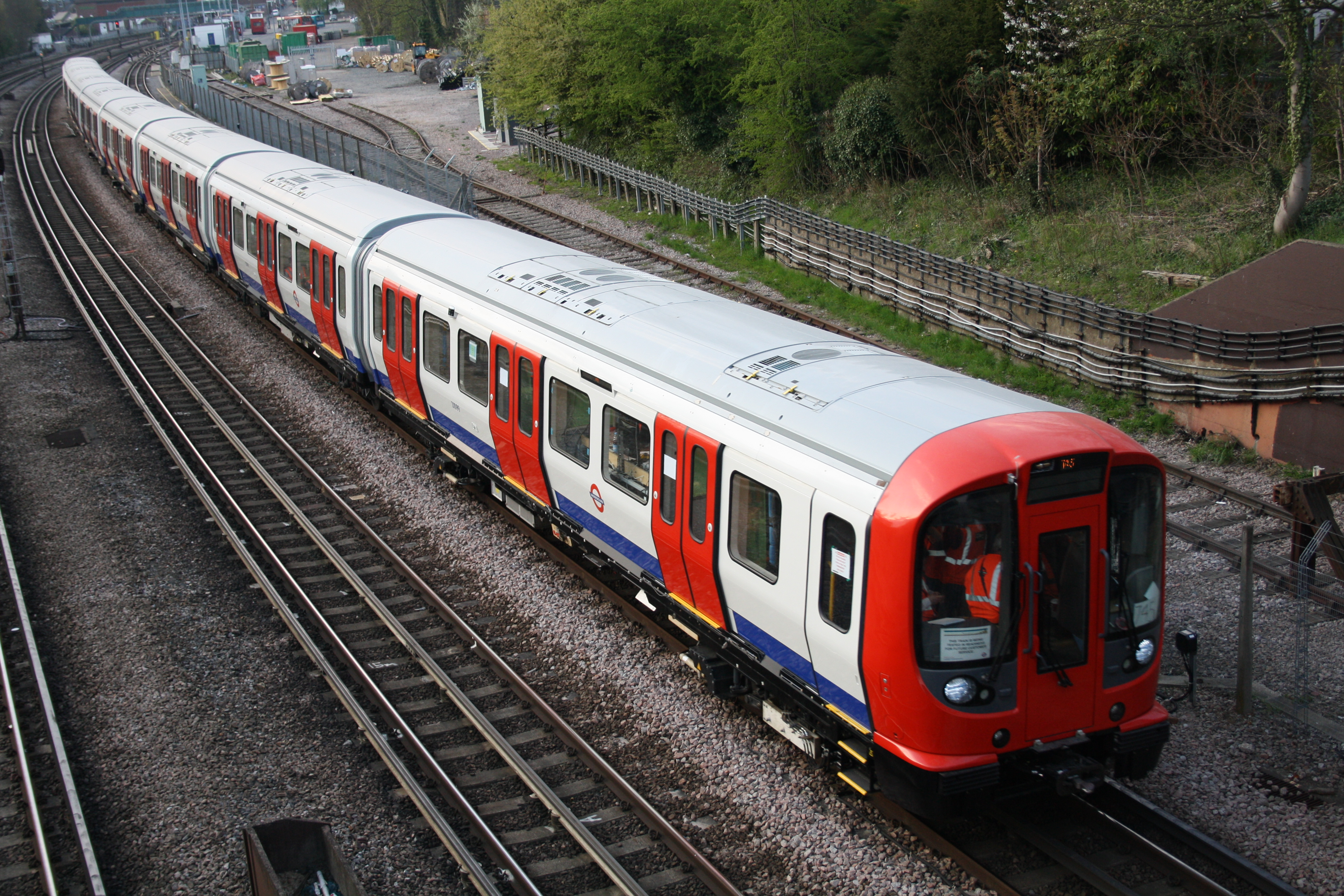
Garnitura S7/8 Stock a metroului din Londra poate recupera la frânare 20% din energia sa

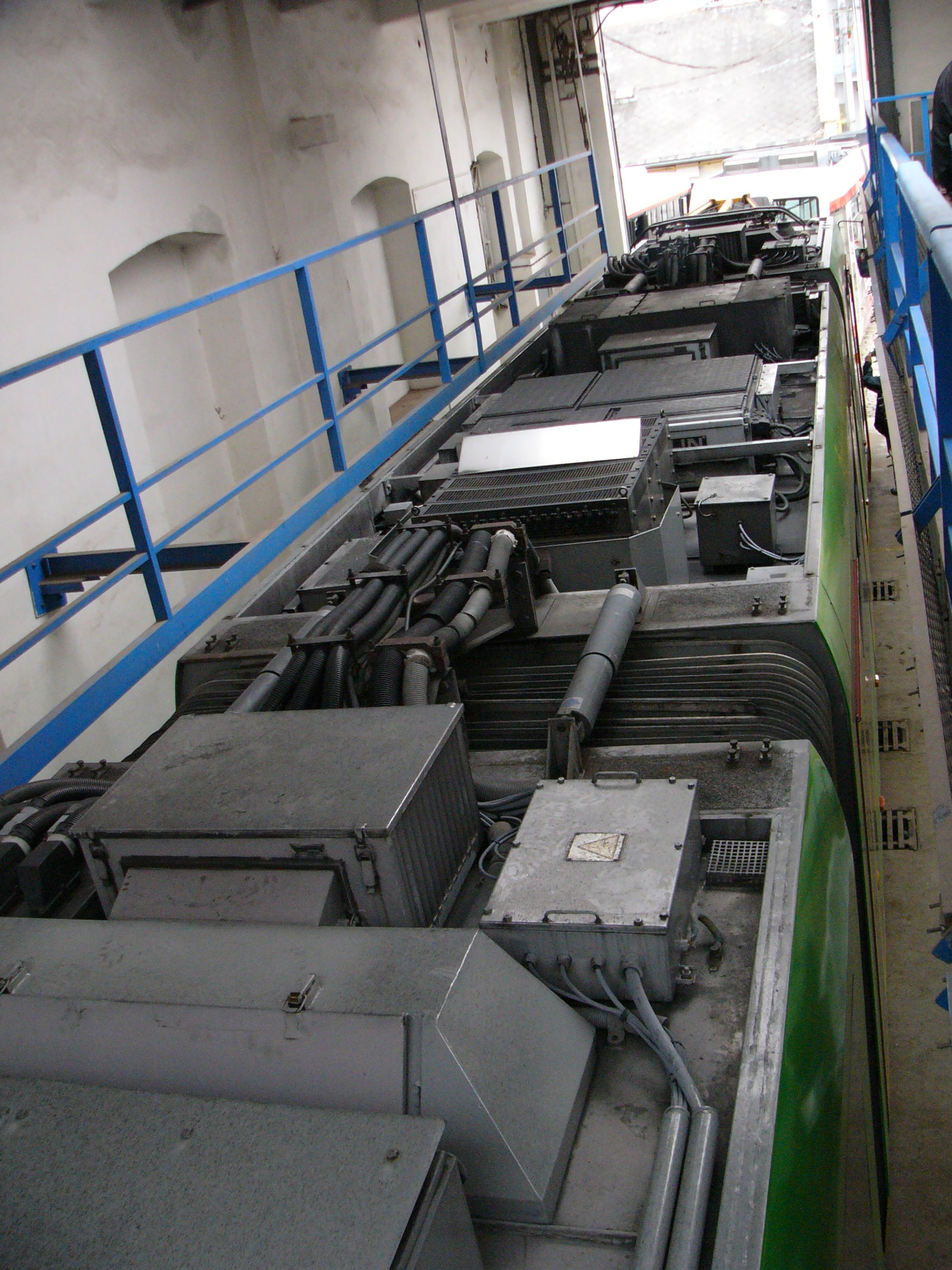
Mecanism de frânare regenerativă deasupra tramvaiului Škoda Astra

Frânarea regenerativă este un procedeu de frânare al unui vehicul prin conversia energiei sale cinetice într-o altă formă, energie care poate fi reutilizată imediat sau stocată. Procedeul diferă de metoda de frânare convențională, care disipează în mediu această energie sub formă de căldură prin frecare în frâne. În afară de mărirea eficienței energetice a vehiculului prin evitarea risipirii acestei energii, frânarea regenerativă menajează sistemele de frânare convenționale. 

## Generalități
În mod obișnuit un sistem de frânare regenerativă este format dintr-o mașină electrică care poate fi un motor electric care funcționează în regim reversibil sau un generator electric. Acestea sunt antrenate de roțile trenului de rulare cuplate la ele, producând curent electric. La transportul feroviar, inclusiv la tramvaie, electricitatea produsă este reintrodusă în sistemul de alimentare. La vehiculele electrice propulsate de baterii, inclusiv la vehiculele electrice hibride, energia recuperată este stocată în aceste baterii și în supercondensatori.
În afară de sistemele electrice, energia recuperată poate fi stocată și ca energie cinetică de rotație în volanți. Vehiculele hibride care dispun de sisteme de acționare hidraulice sau pneumatice pot stoca energia recuperată în sistemele de alimentare ale acestora.

### Limitări
Vehiculele care dispun de sisteme de frânare regenerativă trebuie echipate și cu frâne clasice cu fricțiune deoarece:
- Sistemul de frânare tradițional este sistem de rezervă în caz de avarie al celui regenerativ.
- Capacitatea de frânare a frânelor regenerative scade odată cu viteza, pentru oprirea completă a vehiculului fiind nevoie de alt sistem de frânare. De asemenea, ea este nulă în timpul staționării.
- Frânarea regenerativă poate produce un exces de energie, de exemplu la coborârea pantelor, exces care nu poate fi preluat de sistemele de stocare și trebuie disipată prin sistemele de frânare clasice.
- La frânarea de urgență este nevoie ca toate roțile să fie frânate la limita de aderență cu drumul. Energia cinetică a vehiculului trebuie disipată într-un timp mult mai scurt decât cel uzual la accelerare, ceea ce nu se poate realiza decât cu puteri electrice foarte mari, de câteva ori mai mari decât puterea de propulsie, ducând la sisteme nepractice. Excesul de energie trebuie disipat prin sisteme de frânare clasice.
- Uzual, autoturismele au doar o punte motoare, iar frânarea regenerativă electrică se poate aplica doar pe punțile acționate de motoare electrice. Pe celelalte punți frânarea se face prin metode clasice.

Pentru a obține efectul de frânare dorit este nevoie de un sistem de coordonare între frânarea regenerativă și cea convențională. General Motors a produs primul automobil, General Motors EV1 (en), echipat astfel. În 1997 și 1998 inginerii Abraham Farag și Loren Majersik au înregistrat două patente în acest sens.
Coordonarea sistemelor de frânare a fost mult timp o problemă. La început accelerarea și frânarea erau comandate de același sistem, care era comutat. Erorile de comutare au determinat accidente prin accelerare când de fapt se dorea frânarea, cum a fost de exemplu accidentul de tren din 1948 de la Wädenswil.

## Conversia în energie electrică: motorul ca generator
La vehiculele propulsate de motoare electrice, în timpul frânării regenerative motoarele lucrează în regim de generator, curentul produs fiind aplicat unui consumator, care astfel joacă rolul de frână.

### Aspecte energetice
Frânarea regenerativă electrică este un proces în trei etape, etapa de recuperare a energiei cinetice prin generarea energiei electrice, etapa de stocare a ei în acumulatori sau supercondensatori și etapa de utilizare a energiei prin transformare din nou în energie cinetică. În toate etapele apar pierderi energetice, transformările făcându-se cu un anumit randament.
Lucrul mecanic absorbit de generator este diferența de energie cinetică a vehicului:
{\displaystyle L_{absorbit}={\frac {mv_{1}^{2}}{2}}-{\frac {mv_{2}^{2}}{2}}}
unde:
{\displaystyle m\,} este masa vehiculului,
{\displaystyle v_{1}\,} este viteza vehiculului la începutul frânării,
{\displaystyle v_{2}\,} este viteza vehiculului la sfârșitul frânării.
Dacă {\displaystyle \eta _{g}\,} este randamentul generatorului, {\displaystyle \eta _{a}\,} cel al acumulatorului și {\displaystyle \eta _{m}\,} cel al motorului electric, atunci lucrul mecanic recuperat va fi:
{\displaystyle L_{recuperat}=\eta _{g}\eta _{a}\eta _{m}L_{absorbit}\,}
iar randamentul global al procesului este:
{\displaystyle \eta ={\frac {L_{recuperat}}{L_{absorbit}}}=\eta _{g}\eta _{a}\eta _{m}}
Ca ordin de mărime, acest randament este de 60–70 %.

### Aplicații feroviare
Frânarea regenerativă a fost mult folosită pe calea ferată. În anii 1930 a fost folosită de Căile Ferate Transcaucaziene (en) pe linia Baku-Tbilisi-Batumi, în special în abruptul și periculosul pas Surami. În Scandinavia, pe linia Kiruna-Narvik se transportă minereu de fier de la minele din Kiruna, din nordul Suediei, în jos spre portul Narvik din Norvegia. În timpul coborârii vagoanelor încărcate se produce multă energie electrică prin frânare regenerativă. Pe teritoriul Norvegiei, de la granița de la Riksgränsen până la Narvik trenurile folosesc doar o cincime din energia generată astfel, restul fiind suficient pentru aducerea trenului gol înapoi la Riksgränsen. Excesul este introdus în rețeaua de alimentare, calea ferată fiind un furnizor net de electricitate.
La tramvaie, în Anglia sistemul Raworth de „control regenerativ” a fost introdus la începutul anilor 1900 deoarece era avantajos. Sistemul s-a aplicat la Devonport (1903), Rawtenstall, Birmingham, Crystal Palace-Croydon (1906) și altele. În urma unui accident serios la Rawtenstall, în 1911 sistemul a fost interzis, dar a fost reintrodus 20 de ani mai târziu.

#### Frânare dinamică

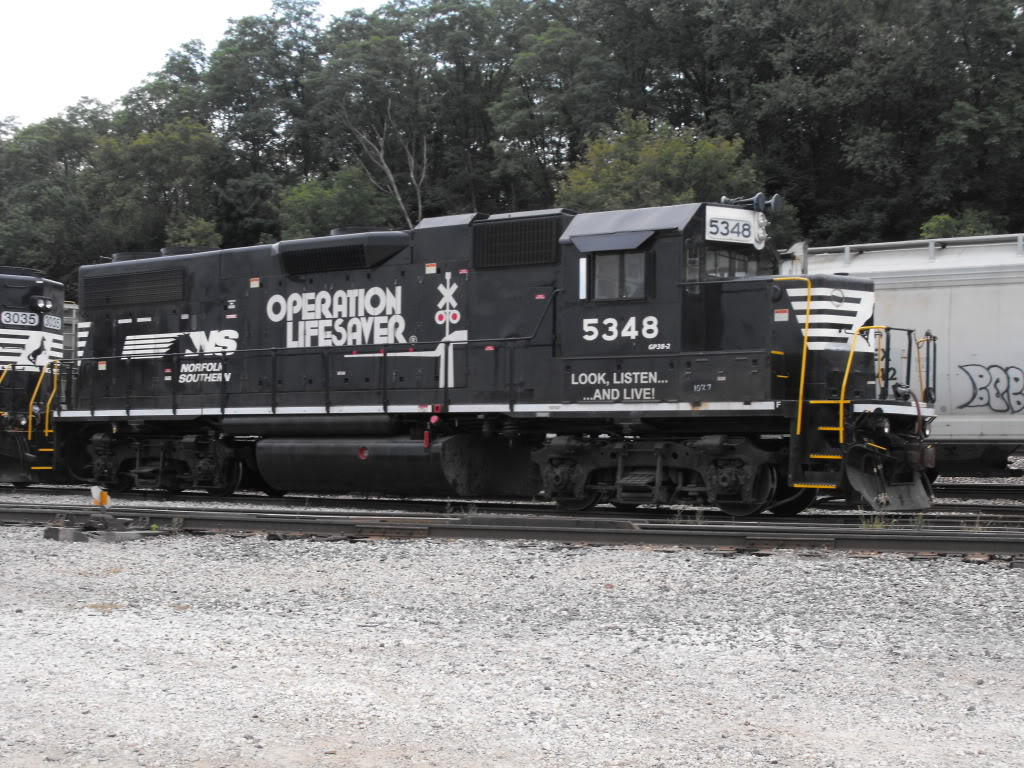
La această locomotivă diesel-electrică extensiile laterale din dreptul acoperișului conduc aerul de răcire spre rezistorii frânelor dinamice

Principala problemă a frânării regenerative este dificultatea de a genera curent la parametrii rețelei de alimentare — tensiune în cazul alimentării cu curent continuu, respectiv tensiune, frecvență și fază la alimentarea cu curent alternativ.
Dacă curentul electric produs de motoarele electrice lucrând în regim de frână în loc să fie trimis în rețeaua de alimentare este descărcat pe niște rezistoare electrice care-l transformă în căldură se vorbește despre frânare dinamică (en). Procedeul se întâlnește la electrostivuitoare, locomotive diesel-electrice și tramvaie. Căldura produsă poate fi folosită la climatizarea vagoanelor sau disipată în mediul ambiant. O aplicație neobișnuită a fost la locomotivele experimentale cu turbină cu abur (en) ale General Electric. Cele două locomotive foloseau căldura generată pentru preîncălzirea apei de alimentare a cazanului de abur.

### Aplicații la automobile

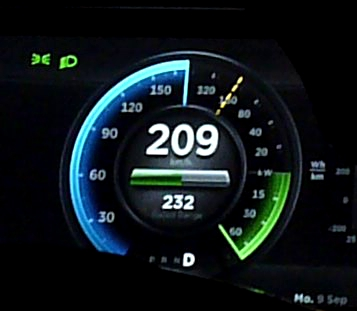
Un automobil Tesla Model S P85+ recuperând energie cu o putere de 60 kW frânând regenerativ de la 209 km/h. În timpul frânării regenerative indicatorul puterii devine verde.

La automobile, primul exemplu de frânare regenerativă a fost la conversia unui cabriolet tras de cai într-un vehicul cu tracțiune față  de către Louis Antoine Krieger (1868–1951). Automobilul Krieger era acționat de câte un motor electric pentru fiecare din roțile din față, având câte un set suplimentar de bobinaje (bobinaj bifilar (en)) pentru frânarea regenerativă.
Alte exemple de automobile din epocă dotate cu sisteme de frânare regenerativă au fost Baker Electric Runabout și Owen Magnetic. Însă conducătorul trebuia să comute manual modul de lucru, iar sistemul electric era complex și scump. La fel ca și la automobilul lui Krieger, practic sistemul de frânare regenerativă putea fi folosit doar la coborârea pantelor.
Progresele electronicii au permis automatizarea acestor procese începând cu modelul experimental AMC Amitron din 1967. Proiectat de Gulton Industries comutarea era automată la apăsarea pedalei de frână. Multe din vehiculele electrice și hibride de astăzi folosesc această tehnică pentru a mări autonomia lor.

## Conversia în energie mecanică

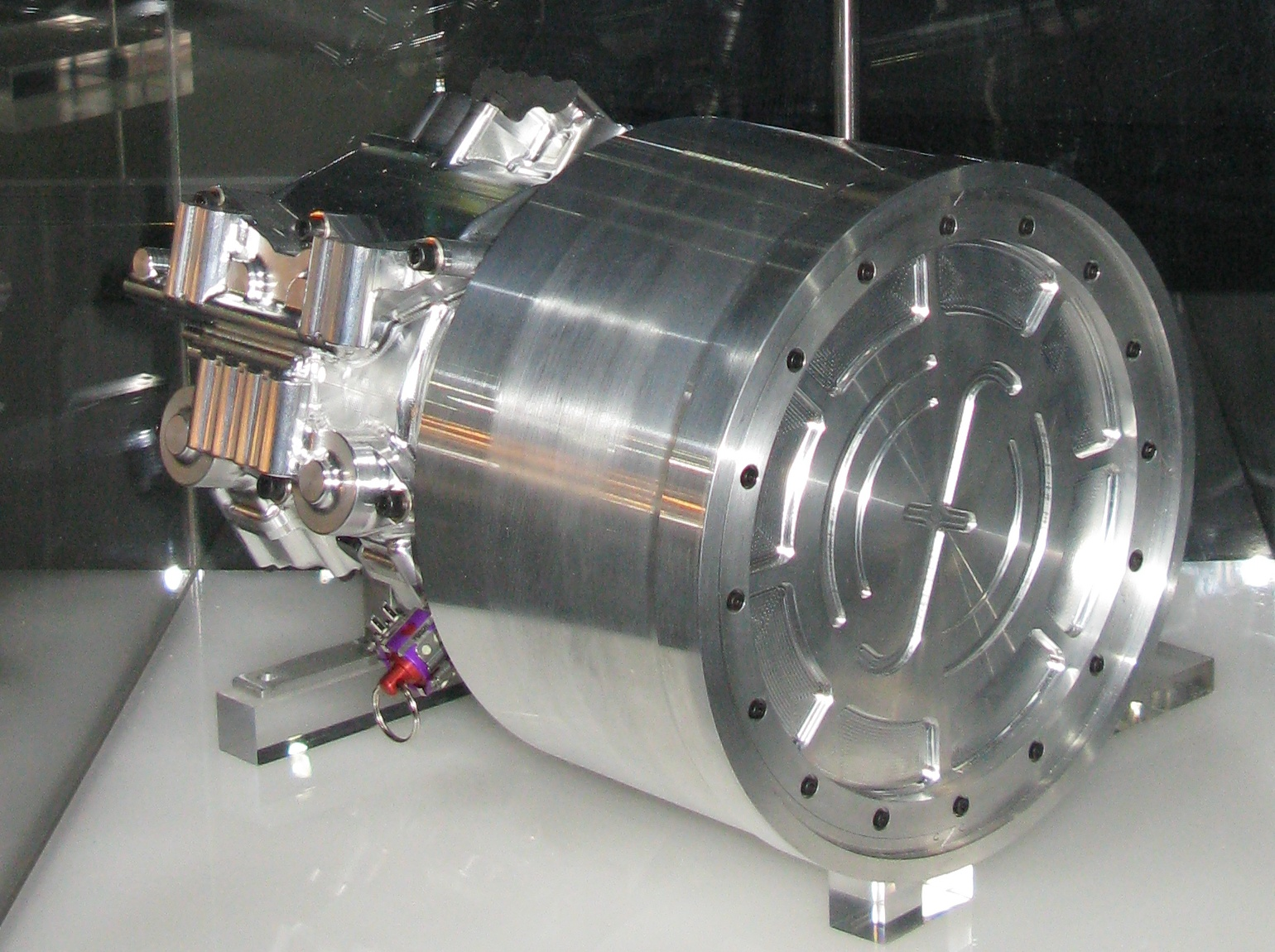
KERS al Flybrid

Sistemele mecanice de recuperare a energiei la frânare stochează energia recuperată sub formă de energie cinetică a unor volanți. Deoarece nu există transformările energie cinetică −> energie electrică −> energie chimică −> energie electrică −> energie cinetică, dacă refolosirea energiei stocate este imediată randamentul energetic al acestor sisteme este superior celor electrice. În timp, datorită pierderilor în lagăre, turația volantului scade, ca urmare scade și energia sa, deci randamentul. Pentru a micșora aceste pierderi, volanții se rotesc în incinte vidate, iar lagărele sunt cu suspensie magnetică. O asemenea construcție stochează energia până la cel mult o oră, sistemul fiind foarte eficient doar la frânări urmate imediat de accelerări, cum ar fi circulația în oraș sau participarea la curse pe circuite asemănătoare celor de la Formula 1.
Un sistem de acest tip este cunoscut drept sistem de recuperare a energiei cinetice (engleză kinetic energy recovery system – KERS). A fost folosit prima dată în Formula 1 în 2009. În edițiile următoare utilizarea sistemului a fost opțională, dar din 2013 toate echipele folosesc KERS.
Primul sistem de acest tip a fost construit de Flybrid. Sistemul are o masă de 24 kg și poate înmagazina o energie de 400 kJ. Această energie poate fi livrată cu o putere de 60 kW în 6,67 secunde. Volantul are un diametru de 240 mm, o masă de 5.0 kg și se rotește cu turația de până la 64 500 rot/min. Cuplul maxim este de 18 Nm.